# 松尾平
松尾平（まつおだいら）とは富山県中新川郡上市町伊折の早月尾根下部にある高原。剣岳の早月尾根中では数少ない緩傾斜地で、立山杉巨木が群生する原生林が見られる。

## 特徴
松尾平の地名の由来は剱岳早月尾根の末端、すなわち末尾（まつお）に位置することによる。
松尾平の名前が初めて記録されたのは、早月尾根を初登破(1917年)した冠松次郎の記録「剱越え」-『山岳』 13 年1号(大成7)での「右方は大分上りになって、その上の松尾平(宛字)に出るの で....」という記録である。
地形図の1047m標高点がそれとして特定されてからは、その上段のものに松尾奥ノ平という新しい地名を加えることもある。

## 自然
松尾平は原生林が広がり、立山杉の巨木や怪樹の群生地として知られる。
名前付きの大杉では、2003年5月に富山県のハイカーによって確認された剱の大王杉の他、老杉・炎杉や伏状大杉、早月大杉などが見られる。

## アクセス
馬場島から登って1時間程度で松尾平に到達する。